# Нейтральные
Нейтральные (англ. Neutral Nation, фр. les Neutres), самоназвание — чоннонтон, «люди оленей», также известны под названием аттавандарон (Attawandaron) — союз племен, говоривший на языке ирокезской семьи, существовавший до середины XVII века у берегов озёр Онтарио и Эри.

## Территория
В конце 16 и начале 17 веков территория племени аттавандарон находилась в основном в пределах юга современной канадской провинции Онтарио, за исключением отдельно проживавшей группы на востоке, у реки Ниагара, около современного города Буффало в штате Нью-Йорк. Западной границей их территории была долина Великой реки в провинции Онтарио, где поселения существовали на Ниагарском полуострове и вблизи современных городов Гамильтон и Мильтон. Согласно документальным источникам, население нейтральных к моменту контакта с европейцами составляло от 12 до 14 тысяч человек, причём разница в 2 тысячи образовалась из-за принесённых европейцами болезней и периодов массового голода в первой половине XVII века.
В «Истории округа Брент» Ф. Дуглас Ревиль (F. Douglas Reville, The History of the County of Brant, 1920) отмечает, что область охоты племени аттавандарон простиралась от Дженеси-Фолс (en:Genesee Falls) и Сарнии к югу от линии, прочерченной на карте между современными городами Торонто и Годерич.
Французские миссионеры Жан де Бребёф (позднее причисленный к лику святых) и Пьер-Жозеф-Мари Шомоно посетили 18 посёлков нейтральных индейцев в 1640—1641 гг. и дали каждому из поселений христианское название. К сожалению, в их отчётах упоминаются только некоторые названия: Кандушо (Kandoucho), или Посёлок Всех Святых, ближайший к гуронам; Онгиоаахра (Onguioaahra), на реке Ниагара; Теотонгниатон (Teotongniaton) или Святой Гийом, в центре их области проживания; и Хиоэтоа (Khioetoa), или Святой Мишель.
Дуглас Ревиль писал, что область проживания нейтральных была покрыта густыми лесами, здесь росло множество дикорастущих фруктовых деревьев различного рода, в том числе орешник, ягодные кусты и даже дикий виноград. В лесах обитали лоси, олени-карибу, чёрные медведи, волки, лисы, куницы и рыси.

## Название
Сами нейтральные называли себя «чоннонтон», или «Люди оленя», или, точнее, «люди, владеющие оленями». Их соседи и противники, гуроны, называли их «аттавандарон», то есть «люди, говорящие на похожем, но искажённом языке».
Французы назвали данное племя «нейтральные» (фр. les Neutres) потому, что им длительное время удавалось сохранять нейтралитет в напряжённых отношениях между гуронами и ирокезами. Наиболее вероятной причиной нейтральности является наличие на их территории, на восточном берегу озера Эри, крупных залежей кремня, необходимого для изготовления наконечников копий и стрел. Однако, как только соседние племена стали получать от европейцев огнестрельное оружие, влияние нейтральных было сведено к нулю.

## Исчезновение
Около 1650 года ирокезы объявили войну племени аттавандарон; к 1653 г. народ был полностью уничтожен, а их деревни стёрты с лица земли.

## Археологические памятники
Саутуолдские земляные сооружения около города Сент-Томас в провинции Онтарио являются остатками поселения нейтральных и отнесены к Национальным историческим памятникам Канады.
Археологический музей Онтарио в г. Лондон, провинция Онтарио, расположен рядом с остатками ещё одного 500-летнего поселения нейтральных. Это селение, известное как «доисторическое ирокезское поселение Лосон» (Lawson Prehistoric Iroquoian Village), изучается археологами с начала XX века. Большая часть поселения, включая палисады и длинные дома, к настоящему времени реконструирована, а многочисленные артефакты выставлены в музее. Здесь же установлена мемориальная доска.